# Сан-Жуакин-да-Барра (микрорегион)

Сан-Жоакин-да-Барра на карте.

Сан-Жоакин-да-Барра (порт. Microrregião de São Joaquim da Barra) — микрорегион в Бразилии, входит в штат Сан-Паулу. Составная часть мезорегиона Рибейран-Прету. 
Население составляет 	211 389	 человек (на 2010 год). Площадь — 	5 563,961	 км². Плотность населения — 	37,99	 чел./км².

## Демография
Согласно сведениям, собранным в ходе переписи 2010 г. Национальным институтом географии и статистики (IBGE), население микрорегиона составляет:						
| Полное население                             | Полное население                             | Полное население                             | Полное население                             | 211 389 |
| -------------------------------------------- | -------------------------------------------- | -------------------------------------------- | -------------------------------------------- | ------- |
| в том числе:                                 | Городское население                          | 203 147                                      | Процент городского населения, %              | 96,10   |
|                                              | Сельское население                           | 8 242                                        | Процент сельского населения, %               | 3,90    |
|                                              | Мужское население                            | 105 089                                      | Процент мужского населения, %                | 49,71   |
|                                              | Женское население                            | 106 300                                      | Процент женского населения, %                | 50,29   |
| Плотность населения, чел/км²                 | Плотность населения, чел/км²                 | Плотность населения, чел/км²                 | Плотность населения, чел/км²                 | 37,99   |
| Население микрорегиона в % к населению штата | Население микрорегиона в % к населению штата | Население микрорегиона в % к населению штата | Население микрорегиона в % к населению штата | 0,51    |

## Статистика
- Валовой внутренний продукт на 2003 составляет 3 185 721 835,00 реалов (данные: Бразильский институт географии и статистики).
- Валовой внутренний продукт на душу населения на 2003 составляет 15 933,18 реалов (данные: Бразильский институт географии и статистики).
- Индекс развития человеческого потенциала на 2000 составляет 0,803 (данные: Программа развития ООН).

## Состав микрорегиона
В составе микрорегиона включены следующие муниципалитеты:
1. Гуаира
2. Ипуан
3. Жаборанди
4. Мигелополис
5. Морру-Агуду
6. Нупоранга
7. Орландия
8. Салис-Оливейра
9. Сан-Жоакин-да-Барра